# Lindsaea protensa
Lindsaea protensa là một loài dương xỉ trong họ Lindsaeaceae. Loài này được C. Chr. mô tả khoa học đầu tiên năm 1936.
Danh pháp khoa học của loài này chưa được làm sáng tỏ. 